# NBA-Draft 1997
Der NBA-Draft 1997 wurde am 25. Juni 1997 in Charlotte, North Carolina durchgeführt. In zwei Runden wurden jeweils 29 Spieler von NBA-Teams ausgewählt. Die Washington Wizards mussten allerdings auf ihren Erstrundenpick verzichten als Kompensation für den Vertrag mit Free Agent Juwan Howard im Jahre 1996.
An erster Stelle wurde Tim Duncan von den San Antonio Spurs ausgewählt.

## Runde 1
|  | = All-Star     |
|  | = Hall of Fame |

| Pick | Spieler                 | Nationalität                   | NBA Team                                      | vorheriges Team/College                             |
| ---- | ----------------------- | ------------------------------ | --------------------------------------------- | --------------------------------------------------- |
| 1    | Tim Duncan (F/C)        | Amerikanische Jungferninseln   | San Antonio Spurs                             | Wake Forest University                              |
| 2    | Keith Van Horn (SF)     | Vereinigte Staaten             | Philadelphia 76ers                            | University of Utah                                  |
| 3    | Chauncey Billups (PG)   | Vereinigte Staaten             | Boston Celtics                                | University of Colorado at Boulder                   |
| 4    | Antonio Daniels (PG)    | Vereinigte Staaten             | Vancouver Grizzlies                           | Bowling Green State University                      |
| 5    | Tony Battie (C/F)       | Vereinigte Staaten             | Denver Nuggets                                | Texas Tech University                               |
| 6    | Ron Mercer (SF)         | Vereinigte Staaten             | Boston Celtics                                | University of Kentucky                              |
| 7    | Tim Thomas (SF)         | Vereinigte Staaten             | New Jersey Nets                               | Villanova University                                |
| 8    | Adonal Foyle (C)        | St. Vincent und die Grenadinen | Golden State Warriors                         | Colgate University                                  |
| 9    | Tracy McGrady (G/F)     | Vereinigte Staaten             | Toronto Raptors                               | Mt. Zion Christian Academy (Durham, North Carolina) |
| 10   | Danny Fortson (PF)      | Vereinigte Staaten             | Milwaukee Bucks                               | University of Cincinnati                            |
| 11   | Olivier Saint-Jean (SF) | Frankreich                     | Sacramento Kings                              | San José State University                           |
| 12   | Austin Croshere (F)     | Vereinigte Staaten             | Indiana Pacers                                | Providence College                                  |
| 13   | Derek Anderson (SG)     | Vereinigte Staaten             | Cleveland Cavaliers                           | University of Kentucky                              |
| 14   | Maurice Taylor (PF)     | Vereinigte Staaten             | Los Angeles Clippers                          | University of Michigan                              |
| 15   | Kelvin Cato (C)         | Vereinigte Staaten             | Dallas Mavericks (von Minnes. Timberwolves)   | Iowa State University                               |
| 16   | Brevin Knight (PG)      | Vereinigte Staaten             | Cleveland Cavaliers (von Phoenix Suns)        | Stanford University                                 |
| 17   | Johnny Taylor (F)       | Vereinigte Staaten             | Orlando Magic                                 | University of Tennessee at Chattanooga              |
| 18   | Chris Anstey (F)        | Australien                     | Dallas Mavericks (von Portland Trail Blazers) | South East Melbourne Magic (Australien)             |
| 19   | Scot Pollard (C)        | Vereinigte Staaten             | Detroit Pistons                               | University of Kansas                                |
| 20   | Paul Grant (C)          | Vereinigte Staaten             | Minnesota Timberwolves (von Charl.Hornets)    | University of Wisconsin                             |
| 21   | Anthony Parker (SG)     | Vereinigte Staaten             | New Jersey Nets (von Los Angeles Lakers)      | Bradley University                                  |
| 22   | Ed Gray (G)             | Vereinigte Staaten             | Atlanta Hawks                                 | University of California, Berkeley                  |
| 23   | Bobby Jackson (G)       | Vereinigte Staaten             | Seattle SuperSonics                           | University of Minnesota, Twin Cities                |
| 24   | Rodrick Rhodes (G)      | Vereinigte Staaten             | Houston Rockets                               | University of Southern California                   |
| 25   | John Thomas (C)         | Vereinigte Staaten             | New York Knicks                               | University of Minnesota, Twin Cities                |
| 26   | Charles Smith (G)       | Vereinigte Staaten             | Miami Heat                                    | University of New Mexico                            |
| 27   | Jacque Vaughn (G)       | Vereinigte Staaten             | Utah Jazz                                     | University of Kansas                                |
| 28   | Keith Booth (F)         | Vereinigte Staaten             | Chicago Bulls                                 | University of Maryland, College Park                |

## Runde 2
| Pick | Spieler              | Nationalität       | NBA Team                                   | vorheriges Team/College                     |
| ---- | -------------------- | ------------------ | ------------------------------------------ | ------------------------------------------- |
| 30   | Serge Zwikker (C)    | Niederlande        | Houston Rockets (von Vancouver Grizzlies)  | University of North Carolina at Chapel Hill |
| 31   | Mark Sanford (F)     | Vereinigte Staaten | Miami Heat (von Boston Celtics)            | University of Washington                    |
| 32   | Charles O’Bannon (G) | Vereinigte Staaten | Detroit Pistons (von San Antonio Spurs)    | University of California, Los Angeles       |
| 33   | James Cotton (G)     | Vereinigte Staaten | Denver Nuggets                             | Long Beach State University                 |
| 34   | Marko Milič (G)      | Slowenien          | Philadelphia 76ers                         | KK Olimpija Ljubljana (Slowenien)           |
| 35   | Bubba Wells (F)      | Vereinigte Staaten | Dallas Mavericks                           | Austin Peay State University                |
| 36   | Kebu Stewart (F)     | Vereinigte Staaten | Philadelphia 76ers (von New Jersey Nets)   | California State University, Bakersfield    |
| 37   | James Collins (G)    | Vereinigte Staaten | Philadelphia 76ers (von Toronto Raptors)   | Florida State University                    |
| 38   | Marc Jackson (F)     | Vereinigte Staaten | Golden State Warriors                      | Temple University                           |
| 39   | Jerald Honeycutt (F) | Vereinigte Staaten | Milwaukee Bucks                            | Tulane University                           |
| 40   | Anthony Johnson (G)  | Vereinigte Staaten | Sacramento Kings                           | College of Charleston                       |
| 41   | Ed Elisma (F)        | Vereinigte Staaten | Seattle SuperSonics (von L.A. Clippers)    | Georgia Institute of Technology             |
| 42   | Jason Lawson (C)     | Vereinigte Staaten | Denver Nuggets (von Indiana Pacers)        | Villanova University                        |
| 43   | Stephen Jackson (G)  | Vereinigte Staaten | Phoenix Suns                               | Butler Community College (Kansas)           |
| 44   | Gordon Malone (F)    | Vereinigte Staaten | Minnesota Timberwolves                     | West Virginia University                    |
| 45   | Cedric Henderson (F) | Vereinigte Staaten | Cleveland Cavaliers                        | University of Memphis                       |
| 46   | God Shammgod (G)     | Vereinigte Staaten | Washington Wizards                         | Providence College                          |
| 47   | Eric Washington (G)  | Vereinigte Staaten | Orlando Magic                              | University of Alabama                       |
| 48   | Alvin Williams (G)   | Vereinigte Staaten | Portland Trail Blazers                     | Villanova University                        |
| 49   | Predrag Drobnjak (C) | BR Jugoslawien     | Washington Wizards (von Charlotte Hornets) | KK Partizan Belgrad (Serbien)               |
| 50   | Alain Digbeu (G)     | Frankreich         | Atlanta Hawks (von Detroit Pistons)        | ASVEL Lyon-Villeurbanne (Frankreich)        |
| 51   | Chris Crawford (F)   | Vereinigte Staaten | Atlanta Hawks                              | Marquette University                        |
| 52   | DeJuan Wheat (G)     | Vereinigte Staaten | Los Angeles Lakers                         | University of Louisville                    |
| 53   | C.J. Bruton (G)      | Australien         | Vancouver Grizzlies (von Houston Rockets)  | Indian Hills Community College (Iowa)       |
| 54   | Paul Rogers (C)      | Australien         | Los Angeles Lakers (von New York Knicks)   | Gonzaga University                          |
| 55   | Mark Blount (C)      | Vereinigte Staaten | Seattle SuperSonics                        | University of Pittsburgh                    |
| 56   | Ben Pepper (C)       | Australien         | Boston Celtics (von Miami Heat)            | University of Newcastle (Australien)        |
| 57   | Nate Erdmann (G)     | Vereinigte Staaten | Utah Jazz                                  | University of Oklahoma                      |
| 58   | Roberto Dueñas (C)   | Spanien            | Chicago Bulls                              | FC Barcelona (Spanien)                      |

## Ungedraftete Spieler
- Troy Hudson (SG/PG,  Vereinigte Staaten), Southern Illinois University
- Damon Jones (PG/SG,  Vereinigte Staaten), University of Houston
- Mikki Moore (C,  Vereinigte Staaten), University of Nebraska
- Ira Newble (SF,  Vereinigte Staaten), Miami University
- Fabricio Oberto (C/PF,  Argentinien/ Italien), AD Atenas (Argentinien)